# High Stakes Poker
High Stakes Poker (ang. poker na wysokie stawki) – pokerowy show telewizyjny emitowany na stacji GSN w Stanach Zjednoczonych. Odmiana pokera w jaki grają zawodnicy to No Limit Texas Hold’em. Program doczekał się 7 sezonów. Sezon 6 pojawił się na antenie 14 lutego 2010. Prowadzącym jest popularny amerykański dziennikarz i pokerzysta Gabe Kaplan. W 7 sezonie następuje zmiana prowadzącego na Norma Macdonalda.

## Historia programu
Pierwszy sezon High Stakes Poker został nagrany w hotelu Golden Nugget w Las Vegas, a jego premiera odbyła się w styczniu 2006. Na sezon ten składało się 13 epizodów, prowadzonych przez A.J. Benza i Gabe’a Kaplana - aktora komediowego jak również profesjonalnego pokerzystę. Drugi sezon został nagrany w hotelu Palms, trwał 16 epizodów, z czego pierwszy miał premierę w czerwcu 2006. Sezon trzeci trwał 13 epizodów, został nagrany w hotelu South Point Casino, a premiera odbyła się 15 stycznia 2007. Kolejno sezon 4 (17 epizodów) – premiera 27 sierpnia 2007, a sezon 5 (13 epizodów) – premiera 1 marca 2009. Sezon 6 (13 epizodów) – premiera 14 lutego 2010, prowadzącymi zostali Gabe Kaplan oraz znana pokerzystka Kara Scott.

## Format
High Stakes Poker wraz z pierwszym epizodem stał się unikalnym programem, w którym każdy z telewidzów mógł obejrzeć poker na najwyższych stawkach, które często sięgały setkom tysięcy dolarów. Minimalne wpisowe w pierwszym sezonie wynosiło 100,000$, ale zawodnicy zazwyczaj siadali przy stole z większą sumą, tak jak na przykład Daniel Negreanu w pierwszym sezonie z 1,000,000$ i Brad Booth w sezonie trzecim również z milionem dolarów. W sezonie szóstym minimalne wpisowe wynosiło 200,000$. Blindy w HSP wynosiły w pierwszych sezonach 300/600$ i 100$ ante, potem 400/800$ i ante 200$. W szóstym sezonie po namowie Lexa Veldhuisa blindy wzrosły do poziomu 500/1,000$ i ante 200$.

## Sławne rozdania
W sezonie drugim Gus Hansen wygrał pulę wynoszącą 575,700$ z karetą piątek, pokonując fulla Daniela Negreanu. Hansen podbił do 2,900$ z  5♣ 5♦, a Negreanu przebił do 5,000$ z 6♠ 6♥, które Hansen sprawdził. Na flop spadły 9♣ 6♦ 5♥ dając obu zawodnikom sety. Hansen zaczekał ze swoimi trzema piątkami mając 4% szans na wygranie rozdania, a Negreanu stawia 8,000$ ze swoim setem szóstek i 94% szansami na wygraną. Hansen przebija do 26,000$, Negreanu sprawdza, a pula wynosi już 63,700. Na turn spada ostatnia 5♠ w talii dając Hansenowi karetę piątek, a Danielowi fulla szóstki na piątki, zostawiając 2% szans na wygraną. Hansen obstawia 24,000$, Negreanu tylko sprawdza, myśląc że ma najlepszą rękę. Pula wynosi 111,700$. Na river spada 8♠. Hansen czeka, Negreanu obstawia 65,000$ na co Hansen zagrywa za swoje pozostałe 232,000$ podnosząc pulę do 408,700$. Negreanu po długim namyśle sprawdza i Hansen może się cieszyć pulą wynoszącą 575,700$. Była to najwyższa pula sezonu.
W sezonie czwartym doszło do spektakularnego rozdania w którym pula osiągnęła astronomiczną kwotę 1,227,900$. W rozdaniu starli się ze sobą David Benyamine i Guy Laliberté. Benyamine miał A♣8♣, a Laliberté K♦5♦. Flop to K♣5♣3♦. Po podbiciu po flopie Benyamina za 43,000$ Laliberté przebił do 168,000$ na co Benyamine po chwili namysłu zadeklarował zagranie za wszystkie swoje żetony była to suma 600,000$. Laliberté szybko sprawdził. Szanse po flopie wynosiły 65% do 35% na korzyść Laliberté, który po prośbie Benyamine'a zgodził się na anulowanie rozdania.
W sezonie czwartym doszło do rozdania z pulą wynoszącą 743,800$ w którym uczestniczyli Patrik Antonius i Jamie Gold. Antonius miał A♠ J♦, a Gold parę króli. Flop to 3♠ Q♦ 10♥, turn K♥. Gold zagrał za wszystko z setem króli, Antonius szybko sprawdził podnosząc pulę do 743,800$. Z taką dużą pulą gracze uzgodnili, że karta na river wyłożona zostanie trzy razy. Pierwsze dwie karty to Q♥ 3♦, obie dały fulla Goldowi, i mimo że Antonius był 3 do 1 faworytem do wygrania, w jego ręce trafiła jedynie 1/3 puli.
Największe rozdanie miało miejsce w sezonie 5. Peter Eastgate podbił przed flopem z A♠K♥, Barry Greenstein przebił do 15,000$ z A♦ A♣. Eastgate sprawdził, jak również siedzący przed nim Tom Dwan z K♠ Q♠. Na flop spadły 4♠ 2♠ Q♥. Dwan szybko zabetował, Barry przebił, Dwan ponownie przebił, na co Greenstein zagrał all-in, które Dwan szybko sprawdził. Barry odmówił we wcześniejszej ręce Dwanowi, aby podzielili pulę na dwa rozdania, mimo iż to Tom był faworytem do wygrania. Tym razem również się nie zgodził, ale zaproponował aby wyjąć z puli część pieniędzy na co nie przystał Dwan. Na turn spada kolejna Q♣, Dwan zgarnia pulę wynoszącą 919,600$.